# Agonis
Genre
Classification phylogénétique
Agonis est un genre de plantes à fleurs de la famille des Myrtaceae. Il regroupe quatre espèces d'arbustes ou de petits arbres originaires des régions côtières du sud-est de l'Australie-Occidentale. Un seul — Agonis flexuosa — est un arbre, les autres sont de grands buissons.
Généralement, les Agonis ont une écorce fibreuse brune, des feuilles d'un vert terne et des inflorescences de petites fleurs blanches. Elles sont facilement identifiables par la puissante odeur de menthe poivrée que les feuilles dégagent lorsqu'elles sont malaxées.

## Liste des espèces
- Agonis baxteri
- Agonis flexuosa
- Agonis theiformis
- Agonis undulata